# Praça das Artes
A Praça das Artes é um complexo cultural existente na cidade de São Paulo que promove apresentações e exposições ligadas à música, dança,teatro e artes plásticas.
Inaugurada em 2012, funciona como extensão das atividades do Theatro Municipal de São Paulo, além de ser sede da Escola de Dança de São Paulo, da Escola Municipal de Música de São Paulo, da Sala do Conservatório e de abrigar os corpos artísticos do Theatro Municipal.
Atualmente administrada pela Fundação Theatro Municipal de São Paulo, é um dos maiores complexos culturais da América Latina, ocupando uma área de 28,5 mil m². Sua construção tornou-se uma intervenção urbana de requalificação da área central e um marco na arquitetura da cidade de São Paulo.

## Contexto histórico
Até o início do século XX, o Theatro Municipal de São Paulo não contava com coros e instrumentistas próprios para atuarem em suas temporadas líricas. Originalmente, o teatro foi construído para atender ao desejo da elite paulista da época, que queria que a cidade estivesse à altura dos grandes centros culturais do mundo. Sendo assim, o Theatro Municipal foi concebido como um mero receptor de companhias estrangeiras, especialmente vindas da Europa.
Com o passar dos anos, surgiu a necessidade do Theatro Municipal ter seus próprios músicos e bailarinos para produzir seus espetáculos. Assim foi criada em 1920 a Orquestra Sinfônica Municipal de São Paulo, que passou a realizar concertos no teatro, ainda que de maneira esporádica e sem ser uma orquestra ligada oficialmente ao teatro na época. Alguns anos depois foram criados o Quarteto Haydn, o Coral Paulistano e o Coro Lírico Municipal de São Paulo. Posteriormente surgiram a Escola Municipal de Bailado, o Balé da Cidade de São Paulo, a Escola Municipal de Música de São Paulo e a Orquestra Experimental de Repertório.
Todos os corpos artísticos ligados ao Theatro Municipal tinham um problema histórico em comum: a falta de espaço nos bastidores e salas de ensaio, pois o edifício não foi projetado com infraestrutura suficiente para comportar todos os grupos que foram sendo criados ao longo de sua história. Da mesma maneira, as escolas de dança e música também não contavam instalações adequadas para suas atividades, principalmente porque cresceram no decorrer dos anos e passaram a atender mais alunos.
Sem um local adequado para seus ensaios, durante muitas décadas os grupos artísticos do Theatro Municipal ocuparam diferentes espaços do centro da cidade e as escolas de dança e música estavam localizadas em edifícios distantes um do outro. Existia uma demanda não atendida e o desejo de reunir todos os grupos artísticos e as escolas de formação em um único local com infraestrutura adequada para seu pleno funcionamento. Foi assim que nasceu o projeto da Praça das Artes.

## Projeto arquitetônico e inauguração

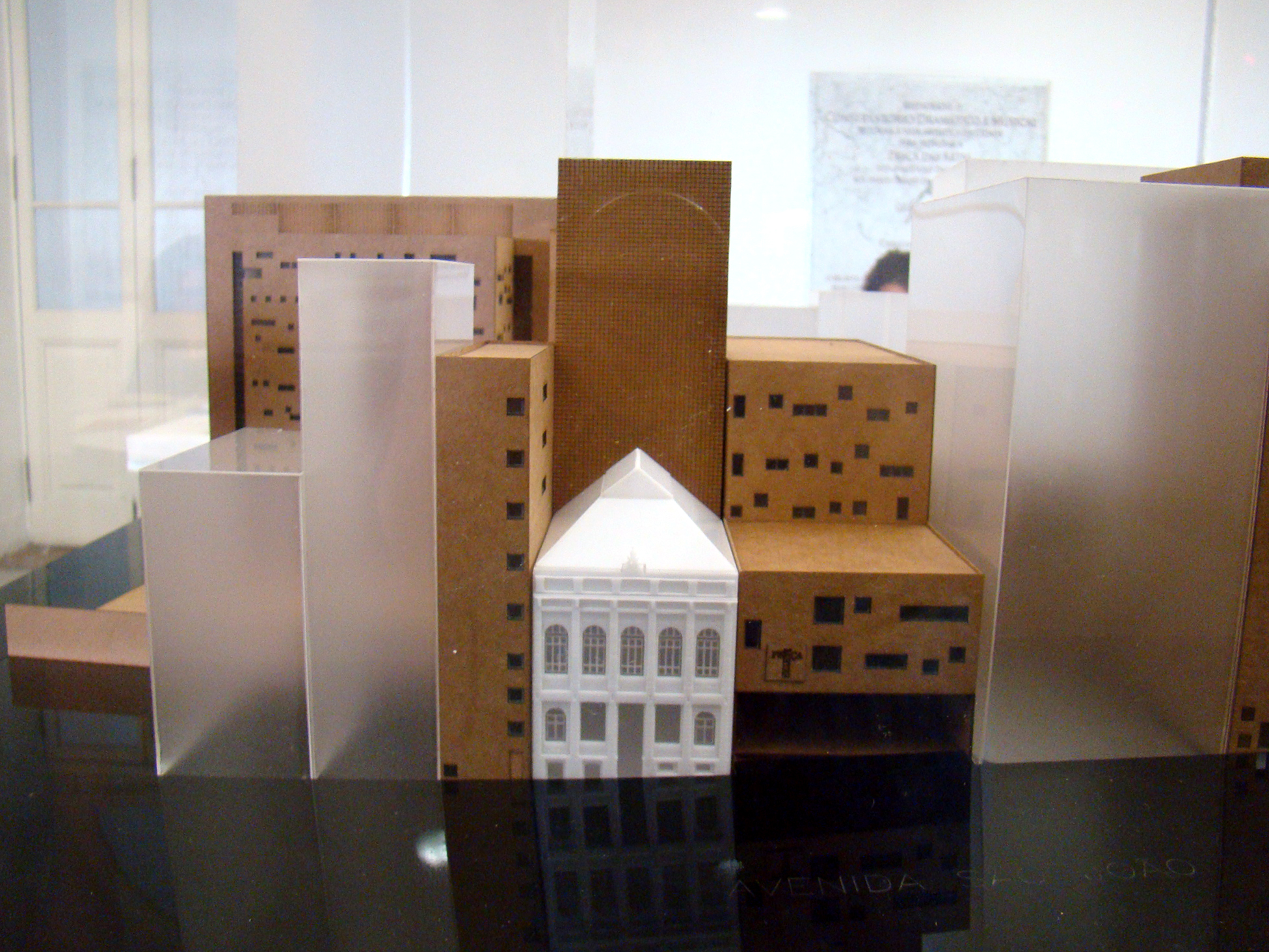
Maquete da Praça das Artes, construída ao redor do Conservatório Dramático e Musical de São Paulo, representado em branco.

### Primeira fase (2006-2012)
O projeto de arquitetura do complexo cultural teve por objetivo criar um espaço que contornasse o prédio do Conservatório Dramático e Musical de São Paulo, originando uma forma mista de edifício e praça, com acessos pela Avenida São João, Vale do Anhangabaú e pela Rua Conselheiro Crispiniano.
O projeto, iniciado em 2006, visou criar salas de ensino de música e dança, auditórios, e instalações sofisticadas e amplas para abrigar profissionais, comportando as cerca de duas mil pessoas envolvidas, entre artistas, alunos, professores, técnicos e administradores.
De autoria dos arquitetos Marcos Cartum, Marcelo Ferraz e Francisco Fanucci, o complexo cultural consolidou-se como intervenção urbana de requalificação da área central em São Paulo. Vários imóveis deteriorados foram desapropriados para sua construção, inclusive o conservatório, que foi restaurado e incorporado ao projeto do complexo. Os cinemas Cairo e Saci também foram desapropriados, sendo que o primeiro teve sua fachada preservada.
Ocupando uma área de  28,5 mil m², a Praça das Artes teve suas obras iniciadas em 2009 e seu primeiro módulo inaugurado em 5 de dezembro de 2012. A Escola de Dança de São Paulo, que esteve por 70 anos nos baixos do Viaduto do Chá, se mudou em 2013 para ocupar três andares do complexo cultural. Da mesma forma, a Escola Municipal de Música de São Paulo deixou um antigo casarão na rua Vergueiro para se alojar no segundo e terceiro andares. A Orquestra Experimental de Repertório, que ensaiava na Galeria Olido, passou a utilizar as instalações da escola de música e o Quarteto de Cordas da Cidade de São Paulo ganhou uma sede própria: a Sala do Conservatório, edifício que durante muitos anos foi ocupado pelo extinto Conservatório Dramático e Musical de São Paulo.

### Segunda fase (2019)
A segunda fase do complexo, inaugurada em 23 de março de 2019, contemplou a conclusão parcial do edifício dos corpos artísticos com a entrega de sete pavimentos, restando quatro a serem concluídos. Após a finalização total, a Orquestra Sinfônica Municipal de São Paulo, o Coro Lírico Municipal de São Paulo, o Balé da Cidade de São Paulo e o Coral Paulistano Mário de Andrade serão abrigados neste edifício e passarão a contar com melhor infraestrutura para seus ensaios.
Na segunda fase também foram inaugurados a praça interna com abertura para o Vale do Anhangabaú, um jardim e um bar externo. O Monumento a Giuseppi Verdi deveria ser restaurado e trazido do outro lado do Vale do Anhangabaú e para adornar a praça do complexo, mas este projeto ainda não foi concretizado. Há ainda um projeto de ampliação do complexo cultural, aumentando a área destinada às escolas de formação e construção de um auditório e discoteca.

### Impactos da obra e premiações
O projeto da Praça das Artes teve como objetivo resolver o problema histórico de falta de espaço nos bastidores e salas de ensaio do Theatro Municipal de São Paulo. A obra tornou-se um marco na arquitetura da cidade de São Paulo e recebeu o prêmio de Melhor Obra de Arquitetura de 2012 pela Associação Paulista de Críticos de Arte, o prêmio de Edifício do Ano de 2013 pelo Icon Awards, realizado pela Icon Magazine, e em 2014 foi finalista dos ‘Projetos Impressionantes das Américas’, da Mies Crown Hall Americas Prize.

## Corpos artísticos e instituições
A Praça das Artes abriga os seguintes corpos artísticos, espaços e instituições cultuais:
- Fundação Theatro Municipal de São Paulo
- Orquestra Sinfônica Municipal de São Paulo
- Coro Lírico Municipal de São Paulo
- Balé da Cidade de São Paulo
- Coral Paulistano Mário de Andrade
- Orquestra Experimental de Repertório
- Quarteto de Cordas da Cidade de São Paulo
- Sala do Conservatório
- Escola de Dança de São Paulo
- Escola Municipal de Música de São Paulo
- Centro de Documentação e Memória do Theatro Municipal de São Paulo
- Spcine